# Llista de peixos del riu Petxora
Aquesta llista de peixos del riu Petxora -incompleta- inclou 35 espècies de peixos que es poden trobar al riu Petxora.
| Ordre              | Família         | Nom científic               | Nom català         | Nivell tròfic | Hàbitat         | Observacions | Imatge                      |
| Acipenseriformes   | Acipenseridae   | Acipenser ruthenus          | Esterlet           | 3,6           | Demersal        | Introduït    | Acipenser ruthenus          |
| Anguilliformes     | Anguillidae     | Anguilla anguilla           | Anguila            | 3,5           | Demersal        | Nadiu        | Anguilla anguilla           |
| Cypriniformes      | Balitoridae     | Barbatula barbatula         |                    | 3,2           | Demersal        | Nadiu        | Barbatula barbatula         |
| Scorpaeniformes    | Cottidae        | Cottus koshewnikowi         |                    | 3,2           | Bentopelàgic    | Nadiu        |                             |
| Cypriniformes      | Cyprinidae      | Abramis brama               | Brema              | 2,9           | Bentopelàgic    | Nadiu        | Abramis brama               |
| Cypriniformes      | Cyprinidae      | Alburnus alburnus           | Alburn             | 3,0           | Bentopelàgic    | Nadiu        | Alburnus alburnus           |
| Cypriniformes      | Cyprinidae      | Blicca bjoerkna             |                    | 3,1           | Demersal        | Nadiu        | Blicca bjoerkna             |
| Cypriniformes      | Cyprinidae      | Carassius carassius         |                    | 3,1           | Demersal        | Nadiu        | Carassius carassius         |
| Cypriniformes      | Cyprinidae      | Gobio gobio                 | Gobi               | 3,1           | Bentopelàgic    | Nadiu        | Gobio gobio                 |
| Cypriniformes      | Cyprinidae      | Leuciscus idus              | Carpa koi japonesa | 3,8           | Bentopelàgic    | Nadiu        | Leuciscus idus              |
| Cypriniformes      | Cyprinidae      | Leuciscus leuciscus         |                    | 2,6           | Bentopelàgic    | Nadiu        | Leuciscus leuciscus         |
| Cypriniformes      | Cyprinidae      | Phoxinus phoxinus           |                    | 3,1           | Demersal        | Nadiu        | Phoxinus phoxinus           |
| Cypriniformes      | Cyprinidae      | Rutilus rutilus             | Madrilleta vera    | 2,8           | Bentopelàgic    | Nadiu        | Rutilus rutilus             |
| Cypriniformes      | Cyprinidae      | Scardinius erythrophthalmus | Gardí              | 2,9           | Bentopelàgic    | Nadiu        | Scardinius erythrophthalmus |
| Cypriniformes      | Cyprinidae      | Squalius cephalus           | Bagra              | 3,0           | Bentopelàgic    | Nadiu        | Squalius cephalus           |
| Cypriniformes      | Cyprinidae      | Tinca tinca                 | Tenca              | 3,5           | Demersal        | Nadiu        | Tinca tinca                 |
| Esociformes        | Esocidae        | Esox lucius                 | Lluç de riu        | 4,4           | Demersal        | Nadiu        | Esox lucius                 |
| Syngnathiformes    | Gasterosteidae  | Pungitius pungitius         |                    | 3,3           | Bentopelàgic    | Nadiu        | Pungitius pungitius         |
| Gadiformes         | Lotidae         | Lota lota                   | Lota               | 4,0           | Demersal        | Nadiu        | Lota lota                   |
| Osmeriformes       | Osmeridae       | Osmerus eperlanus           | Esperlà            | 3,0           | Pelàgic-nerític | Nadiu        | Osmerus eperlanus           |
| Perciformes        | Percidae        | Gymnocephalus cernua        |                    | 3,3           | Demersal        | Nadiu        | Gymnocephalus cernua        |
| Perciformes        | Percidae        | Perca fluviatilis           |                    | 4,3           | Demersal        | Nadiu        | Perca fluviatilis           |
| Petromyzontiformes | Petromyzontidae | Lethenteron camtschaticum   |                    | 4,5           | Demersal        | Nadiu        |                             |
| Petromyzontiformes | Petromyzontidae | Lethenteron kessleri        |                    | 2,4           | Demersal        |              |                             |
| Petromyzontiformes | Petromyzontidae | Lethenteron reissneri       |                    | 4,2           | Demersal        | Nadiu        |                             |
| Pleuronectiformes  | Pleuronectidae  | Platichthys flesus          |                    | 3,2           | Demersal        | Nadiu        | Platichthys flesus          |
| Salmoniformes      | Salmonidae      | Coregonus albula            | Corègon blanc      | 3,0           | Bentopelàgic    | Nadiu        | Coregonus albula            |
| Salmoniformes      | Salmonidae      | Coregonus pidschian         |                    | 3,2           | Demersal        | Nadiu        | Coregonus pidschian         |
| Salmoniformes      | Salmonidae      | Coregonus sardinella        |                    | 3,2           | Pelàgic-nerític | Nadiu        | Coregonus sardinella        |
| Salmoniformes      | Salmonidae      | Hucho taimen                |                    | 4,2           | Bentopelàgic    | Nadiu        | Hucho taimen                |
| Salmoniformes      | Salmonidae      | Salmo salar                 | Salmó              | 4,4           | Bentopelàgic    | Nadiu        | Salmo salar                 |
| Salmoniformes      | Salmonidae      | Salmo trutta trutta         | Truita comuna      | 3,2           | Pelàgic-nerític | Nadiu        | Salmo trutta trutta         |
| Salmoniformes      | Salmonidae      | Salvelinus alpinus alpinus  | Truita alpina      | 4,3           | Bentopelàgic    | Nadiu        | Salvelinus alpinus alpinus  |
| Salmoniformes      | Salmonidae      | Thymallus arcticus          |                    | 3,3           | Bentopelàgic    | Nadiu        | Thymallus arcticus          |
| Siluriformes       | Siluridae       | Silurus glanis              | Silur              | 4,4           | Bentopelàgic    | Nadiu        | Silurus glanis              |
| ------------------ | --------------- | --------------------------- | ------------------ | ------------- | --------------- | ------------ | --------------------------- |